# Coleosoma
Coleosoma là một chi nhện trong họ Theridiidae.